# 오브라토

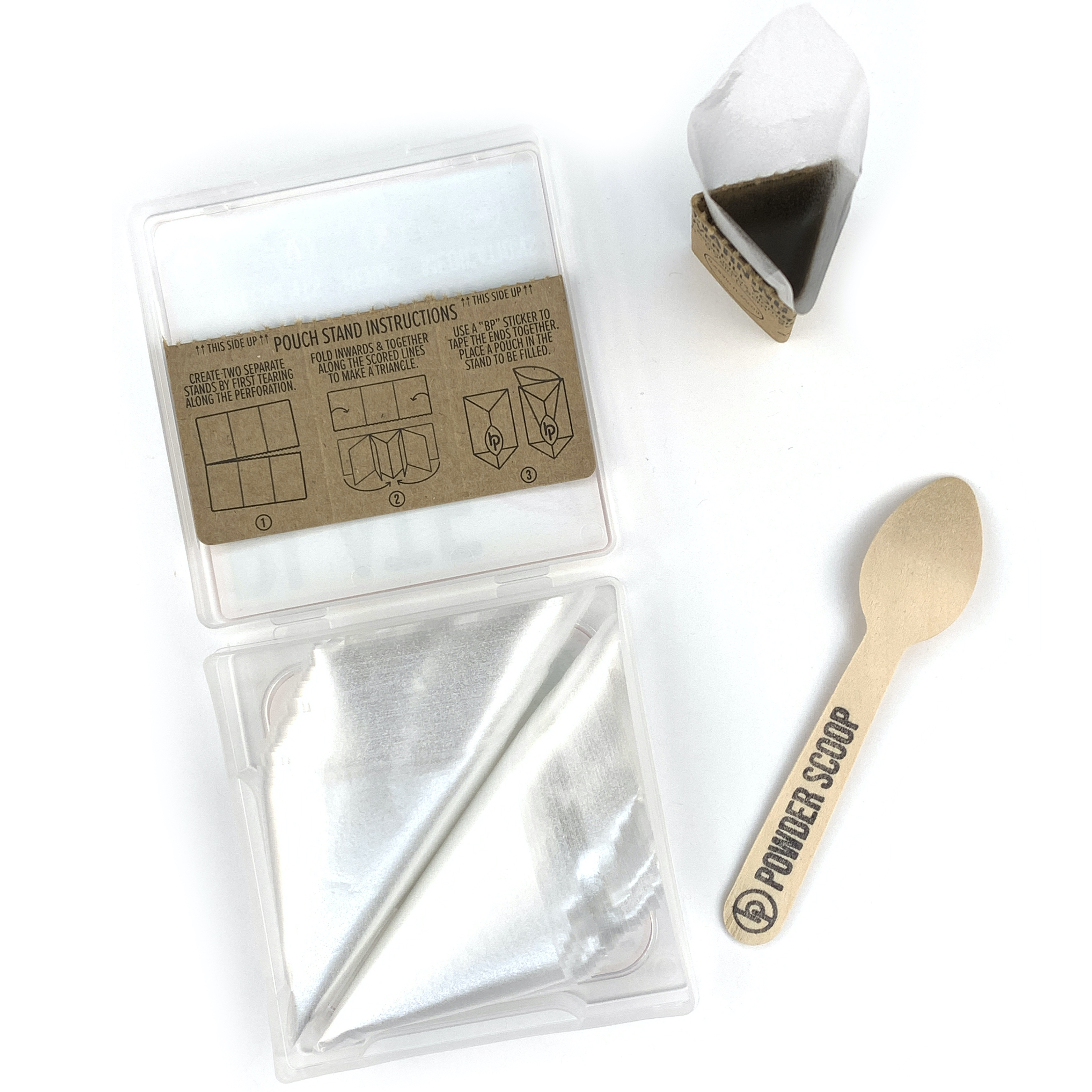
블레이트 파페스(Blate Papes) 식용 파우치

오브라토(일본어: オブラート, oblaat) 또는 오부라토는 일본에서 캡슐과 유사하게 일부 사탕과 의약품을 포장하는 데 사용되는 얇은 식용 전분층이다.

## 설명
많은 종류의 일본 과자는 쌀 전분으로 만든 식용 가능한 얇은 셀로판인 편원형 필름으로 포장되어 있다. 맛도 냄새도 없고 투명하다. 습기를 흡수하여 젤라틴 과자를 보존하는 데 유용한다. 미국에서는 이러한 필름을 편평 디스크(oblate disc), 블레이트 파페(blate papes), 식용 필름이라고 부른다. 이는 분말 허브, 보충제 및 약물을 복용하는 데 가장 일반적으로 사용되므로 사용자는 캡슐이나 다른 방법보다 더 빠르고 즐겁게 한 번에 여러 그램을 섭취할 수 있다.

## 같이 보기
- 캡슐 (약)
- 과자
- 다바이투나이탕
- 바인 짱